# Leeds Road
Leeds Road – nieistniejący stadion piłkarski w Huddersfield, zaprojektowany przez Archibalda Leitcha, na którym swoje mecze rozgrywał zespół Huddersfield Town. Przez dwa sezony z obiektu korzystał także klub rugby Huddersfield Giants. 
Pierwszy mecz na stadionie rozegrano we wrześniu 1908 roku; przeciwnikiem Huddersfield Town był lokalny rywal Bradford Park Avenue. 27 lutego 1932 zanotowano najwyższą frekwencję; mecz 6. rundy Pucharu Anglii z Arsenalem obejrzało 67 037 widzów.
Stadion Leeds Road był areną sześciu meczów półfinałowych Pucharu Anglii w latach 1932–1934, 1936–1937 i 1951.
27 listopada 1946 roku na Leeds Road odbył się mecz reprezentacji Anglii i Holandii, w którym Anglicy zwyciężyli 8:2. Był to jedyny mecz międzypaństwowy rozegrany na tym obiekcie. 7 lutego 1948 swoje pucharowe spotkanie na Leeds Road w roli gospodarza rozegrał Manchester United; stadion Old Trafford był wówczas odbudowywany po zniszczeniach jakie odniósł w czasie II wojny światowej.
W sezonie 1985/86 z obiektu korzystał również zespół Bradford City, gdyż stadion Valley Parade przechodził modernizację po pożarze jednej z trybun w maju 1985 roku.
Ostatni mecz na Leeds Road rozegrano 30 kwietnia 1994 w obecności 16 195 widzów. Wkrótce stadion został zburzony. Obecnie w jego miejscu znajduje się centrum handlowe.